# Ангеліна Портнова
Ангеліна Портнова (рос. Ангелина Портнова; нар. 10 лютого 2001, Казахстан) — казахстанська футболістка, воротар турецького клубу «Адана Ідманюрдуспор» та національної збірної Казахстану.

## Клубна кар'єра
На батьківщині виступала за СДЮСШОР-8
У 2021 році вона переїхала до Туреччини, щоб приєднатися до клубу жіночої суперліги Адана Ідманюрдуспор.

## Кар'єра в збірній
Виступала за молодіжну жіночу збірну Казахстану (WU-19).
У футболці національної збірної Казахстану дебютувала 12 червня 2021 року в програному (1:2) виїзному товариському поєдинку проти Вірменії.